# Мінданао (море)
Мінданао — море в Тихому океані. Знаходиться в південній частині Філіппінського архіпелагу між островами Сікіхор, Бохоль, Лейте і Мінданао. З'єднується з Тихим океаном на сході через протоку Сурігао.
Глибина до 1975 метрів. Середня річна температура води більше, ніж 28 °C, солоність близько 34 ‰. Найбільші порти: Каґаян де Оро Сіті, Ліґан Сіті, Бутуан Сіті, Думаґуете Сіті та інші.

## Клімат
Акваторія моря лежить у субекваторіальному кліматичному поясі. Влітку переважають екваторіальні повітряні маси, взимку — тропічні. Сезонні амплітуди температури повітря незначні. У літньо-осінній період часто формуються тропічні циклони.

## Біологія
Акваторія моря належить до східнофіліппінського морського екорегіону зоогеографічної провінції центральної індо-пацифіки. У зоогеографічному відношенні донна фауна континентального шельфу й острівних мілин до глибини 200 м належить до індо-західнопацифічної області тропічної зони.